# 內政部
内政部或内务部是一国负责管理国内重要政务的政府机构，其职责通常涵盖內部保安、災害管理、地方自治、選舉、公共行政、出入境、移民等领域。
内政部一般下辖警察机构，例如中华民国内政部警政署、俄罗斯联邦内务部警察。部分国家的警察机构不属于内政部，例如美国。还有一些国家不设内政部，通过不同的机构来分担相关职责。
常见的内政部或内务部：
- 中华民国内政部，为行政院中央二级行政机关。
- 美国内政部，为联邦政府部门。
- 英国内政部，为内阁部门。
- 法国内政部，为内阁部门
- 俄罗斯联邦内务部，为联邦政府部门。
- 中华人民共和国内务部，为已撤销的国务院組成部门，现改制為民政部。
- 日本国內務省，为内阁部门，1947年廢止，其行政職權移轉至總務省。

## 部分地區内政部（内務部）設立變遷
| 所屬主權實體                   | 内政部/内務部                                | 存在時間                      |
| ------------------------------ | -------------------------------------------- | ----------------------------- |
| 阿富汗                         | 阿富汗内務部                                 | 1929年—                       |
| 阿根廷                         | 阿根廷内政部                                 | 1854年—                       |
|                                | 澳大利亞内政部                               | 2017年—                       |
| 奥匈帝国                       | 帝國及王國內政部                             | 1848年—1918年                 |
| 奥地利                         | 奧地利内政部                                 | 1918年—1934年                 |
| 奥地利                         | 奧地利聯邦内政部                             | 1934年—1938年、1945年—        |
| 比利时                         | 聯邦內政公共服務部                           | 2002年—                       |
| 大清                           | 大清民政部                                   | 1906年（光緒三十二年）—1912年 |
| 中華民國                       | 中華民國内務部                               | 1912年—1928年                 |
| 中華民國軍政府                 | 中華民國内務部                               | 1917年—1920年                 |
| 廣州中華民國政府               | 中華民國内政部                               | 1921年—1923年                 |
| 廣州中華民國政府               | 中華民國内務部                               | 1923年—1925年                 |
| 中華民國國民政府               | 中華民國民政部                               | 1927年—1928年                 |
| 中華民國國民政府               | 中華民國内政部                               | 1928年—1948年                 |
| 中華民國政府                   | 中華民國内政部                               | 1948年—                       |
| 中华人民共和国                 | 中央人民政府内務部                           | 1949年—1954年                 |
| 中华人民共和国                 | 中華人民共和國内務部                         | 1954年—1968年                 |
| 中华人民共和国                 | 中華人民共和國民政部                         | 1978年—                       |
| 日治臺灣                       | 臺灣總督府民政部                             | 1895年—1897年                 |
| 古巴共和國                     | 古巴内務部                                   | 1961年—                       |
| 捷克                           | 捷克共和國內政部                             | 1969年—                       |
| 德國                           | 德國内政部                                   | 1879年—1945年                 |
| 德国                           | 德國聯邦內政部                               | 1949年—2018年                 |
| 德国                           | 聯邦內政和國土部                             | 2018年—                       |
| 西班牙                         | 西班牙內政部                                 | 1812年—                       |
| 法國                           | 內政、僑務、領地及移民部                     | 1790年—                       |
| 英國                           | 英國內政部                                   | 1782年—                       |
| 印度                           | 印度內政部                                   | 1947年—                       |
| 伊朗                           | 伊朗內政部                                   | 1900年—                       |
| 義大利                         | 義大利內政部                                 | 1861年—                       |
| 日本                           | 日本內務省                                   | 1873年—1947年                 |
| 日本                           | 總務省                                       | 2001年—                       |
|                                | 韓國内務部                                   | 1948年—1998年                 |
| 行政自治部                     | 1998年—2008年、2014年—2017年                 |                               |
| 行政安全部                     | 2008年—2013年                                |                               |
| 安全行政部                     | 2013年—2014年                                |                               |
|                                | 朝鮮民主主義人民共和國內務省                 | 1948年—?                      |
| 大蒙古国                       | 大蒙古國内務部                               | 1911年—1915年                 |
| 马来西亚                       | 國內政務部                                   | 2008年—                       |
| 巴達維亞共和國                 | 內政及水利部                                 | 1798年—1801年                 |
| 巴達維亞共和國                 | 內政部                                       | 1801年—1815年                 |
| 荷蘭                           | 內政部                                       | 1815年—1923年、1932年—1998年  |
| 荷蘭                           | 內政及農業部                                 | 1923年—1932年                 |
| 荷蘭                           | 內政及王國關係部                             | 1998年—                       |
| 巴勒斯坦                       | 巴勒斯坦內政及國家安全部                     | 1994年—                       |
| 葡萄牙                         | 葡萄牙內政部                                 | 1736年—                       |
| 羅馬尼亞                       | 羅馬尼亞內政部                               | 1863年—                       |
| 俄罗斯帝国                     | 俄羅斯帝國内務部                             | 1802年—1917年                 |
| 俄羅斯共和國                   | 俄羅斯共和國内務部                           | 1917年                        |
| 俄罗斯苏维埃联邦社会主义共和国 | 俄羅斯蘇維埃聯邦社會主義共和國内務人民委員部 | 1917年—1930年、1937年—1946年  |
| 苏联                           | 蘇聯内務人民委員部                           | 1934年—1946年                 |
| 苏联                           | 蘇聯内務部                                   | 1946年—1960年、1968年—1991年  |
| 俄羅斯                         | 俄羅斯聯邦内務部                             | 1992年—                       |
| 乌克兰苏维埃社会主义共和国     | 烏克蘭蘇維埃社會主義共和國内務部             | 1917年—1930年、1934年—1946年  |
|                                | 阿塞拜疆内务部                               | 1991年—                       |
| 白俄羅斯                       | 白俄羅斯内務部                               | 1991年—                       |
| 爱沙尼亚                       | 爱沙尼亚内务部                               | 1918年—                       |
|                                | 格鲁吉亚内务部                               | 1991年—                       |
|                                | 哈薩克斯坦內政部                             | 1992年—                       |
| 立陶宛                         | 立陶宛共和國內政部                           | 1990年—                       |
|                                | 土库曼斯坦内务部                             | 1992年—                       |
| 鞑靼斯坦共和国                 | 韃靼斯坦共和國内務部                         | 1990年—                       |
| 乌克兰                         | 烏克蘭内務部                                 | 1991年—                       |
| 美国                           | 美國內政部                                   | 1849年—                       |
| 塞爾維亞                       | 塞爾維亞內政部                               | 2001年—                       |
| 新加坡                         | 新加坡內政部                                 | 1959年—                       |
| 越南共和国                     | 越南共和國内務部                             | 1949年—1975年                 |
| 越南社會主義共和國             | 越南社會主義共和國内務部                     | 1945年—                       |

## 注解
1. ↑  此處譯名盡可能還原外文名稱，無同名的機構即依外文不另加國名。
2. ↑  更名自前一年設立的巡警部